# ناحیه کوملو
ناحیهٔ کوملو (به مجاری:  Komlói járás) یک ناحیه در مجارستان است که در بارانیا واقع شده‌است و ۲۹۲٫۴۸ کیلومتر مربع مساحت و ۳۵٬۴۸۹ نفر جمعیت دارد.